# Enrico Schirinzi
Enrico Schirinzi [enˈriːko skiˈriːntsi] (* 14. November 1984) ist ein italienischer ehemaliger Fussballspieler.

## Karriere
Enrico Schirinzi ist italienischer Staatsbürger, ist jedoch in der Schweiz geboren und aufgewachsen und spielte nur für Schweizer Fussballvereine. Seine ersten fussballerischen Erfahrungen sammelte er in seiner Jugend bei den BSC Young Boys, zuletzt 2005 in der U21. Da sich ihm keine Gelegenheit bot, in die erste Mannschaft der Berner aufzusteigen, wechselte er zum FC Wohlen in die Challenge League. Für die Aargauer bestritt er 78 Spiele und erzielte acht Tore, womit er auf sich aufmerksam machte. 2008 wechselte er zum FC Luzern in die Axpo Super League. Er kam in der ersten Mannschaft hauptsächlich zu Teileinsätzen und spielte auch in drei Partien für die U21 der Innerschweizer (bei den Junioren erzielte er drei Tore). Nach einer halben Saison ging Schirinzi zum FC Lugano, wo er in elf Spielen ein Tor erzielte, doch konnte er sich auch hier nicht durchsetzen. Für die Saison 2009/10 kehrte er zum FC Wohlen zurück, wo er als Stammspieler fünf Tore in 29 Spielen erzielte. Da sein Vertrag nicht verlängert wurde, war Schirinzi in der Folge vereinslos. 
Im November 2010 holte Murat Yakin den Italiener aufgrund einiger verletzungsbedingter Ausfälle zum Aufsteiger FC Thun. Der Linksfüsser gilt nämlich als ein sehr vielseitiger Fussballer, der seine Karriere zwar als Mittelfeldspieler (Aussenbahn links und rechts) begann, jedoch auch als Aussenverteidiger eingesetzt werden kann. Auf dieser Position wurde er beim FC Thun besetzt und war dabei bisher ziemlich erfolgreich. Zusammen mit Timm Klose, Stipe Matić und anderen bildet Schirinzi das Abwehrbollwerk der Berner Oberländer, deren Hintermannschaft als zweitstärkste Verteidigung der Liga gilt. Am 31. März 2011 wurde bekannt, dass sich der Defensiv-Spezialist eine Sprunggelenk-Verletzung zugezogen hat und bereits operiert wurde. Er wird dem Verein während mehrerer Wochen nicht mehr zur Verfügung stehen.
Schirinzis am 30. Juni 2017 auslaufender Vertrag beim FC Thun wurde nicht verlängert. Am 10. Juli 2017 wurde er vom FC Vaduz verpflichtet und unterzeichnete einen Vertrag bis zum Sommer 2019.